# Molophilus buckenbowra
Molophilus buckenbowra är en tvåvingeart som beskrevs av Günther Theischinger 1988. Molophilus buckenbowra ingår i släktet Molophilus och familjen småharkrankar. Inga underarter finns listade i Catalogue of Life.